# 잠수함 발사 탄도 미사일

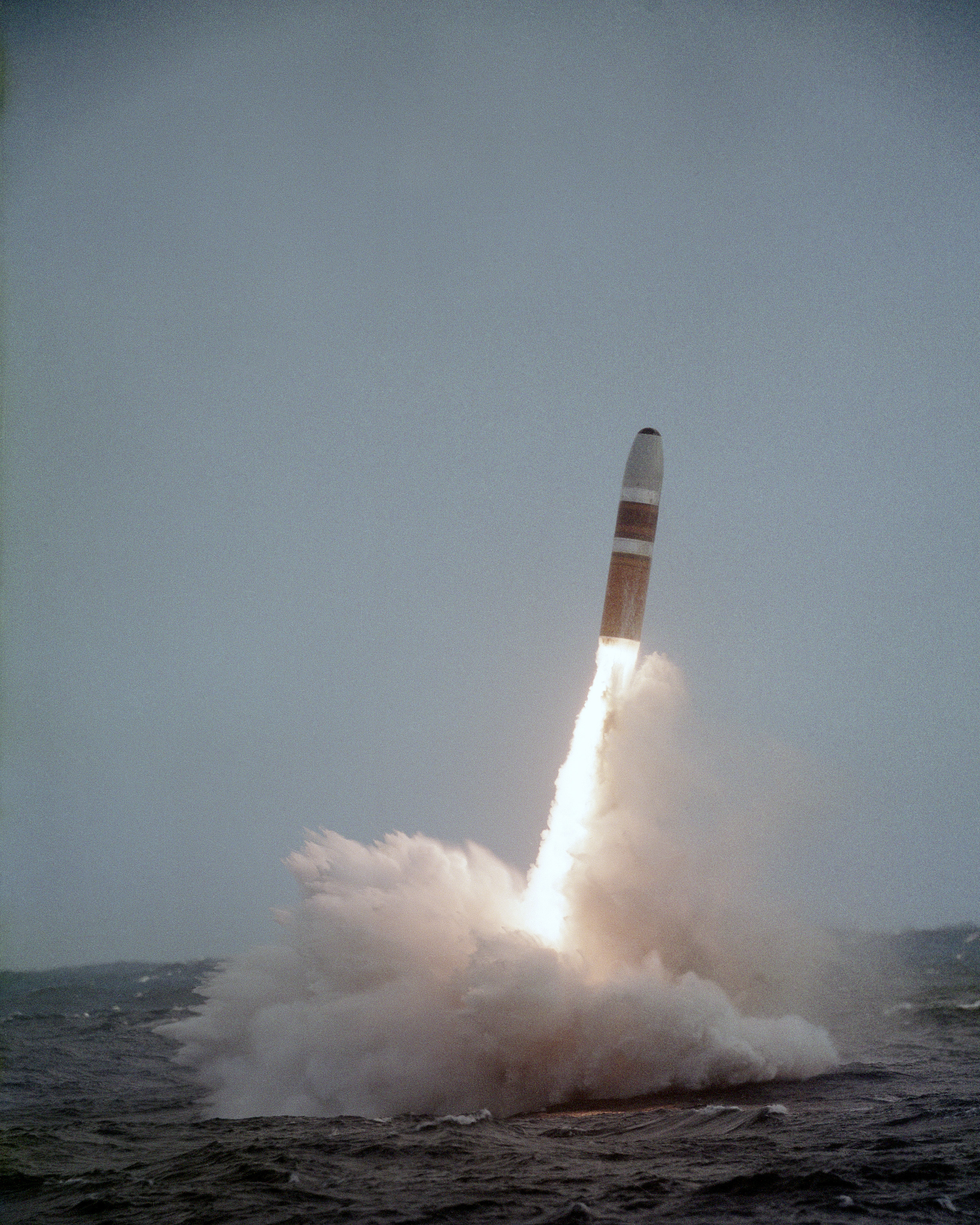
1984년 10월 미 해군 UGM-96 트라이던트 I 미사일 발사 장면

잠수함 발사 탄도 미사일/잠수함 발사 탄도 유도탄(submarine-launched ballistic missile, SLBM)은 전략 잠수함에서 발사할 수 있도록 개량한 탄도 미사일이다. 운반체로서는 발사 비용이 매우 비싸기 때문에 MIRV화 하여 한 번 발사할 때 여러 목표물을 공격하는 형태를 취하기도 한다. 잠수함 발사 순항 미사일(submarine-launched cruise missile, SLCM)과는 비슷한 이름을 지녔지만 완전히 다른 작동 방식으로 운용되고, 오히려 대륙간 탄도 미사일(intercontinental ballistic missiles, ICBM)과 더 높은 연관성을 지닌다.
잠수함에서 발사할 수 있기 때문에 목표물이 본국보다 해안에서 더 가까울 때에는 잠수함을 해안에 근접시켜 발사할 수 있으며, 조기에 모든 미사일을 탐지하기가 어렵다는 장점이 있다.

## 역사

### 기원
잠수함 기반의 미사일 발사 체계는 제2차 세계 대전 말, 독일에서 처음 설계되었다. 독일이 실전 테스트에 돌입하기 이전에 제2차 세계 대전이 막을 내리며 SLBM은 사라지는 것 같았으나, 미국의 페이퍼클립 작전과 소련의 SLBM 프로젝트 등 독일의 첨단기술을 연구하는 각종 프로젝트에서 중심 연구과제로 선정되었다. 최초로 발사에  SLBM은 개량형 줄루급 잠수함(프로젝트 611형 잠수함)에서 발사된 소련의 R-11FM 탄도미사일이다. 당시의  SLBM은 미사일 발사를 위해서 잠수함이 수면으로 올라와야 했지만, 1950~1960년대에 미사일 수중 발사 시스템이 개발 및 적용되었다. 최초의 수중 발사 SLBM은 미국의 폴라리스 A-1이다.
1955년 말, 미 해군은 윌리엄 프란시스 래본(William Francis Raborn, Jr)의 지휘 아래 미 해군용 PGM-19 주피터 개발을 위한 특별 프로젝트에 착수했다. 초기 미 해군의 목표는 미 육군이 운용 중이던 중거리 탄도 미사일인 PGM-19 주피터를 액체연료 SLBM으로써 변형시켜 잠수함당 4개씩 탑재하는 것이었다. 하지만 1956년 12월, 놉스카 프로젝트 잠수함전 학회에서 에드워드 텔러(Edward Teller)는 1메가톤의 위력을 지닌 작은 고체 연료 탄두를 고안했음을 발표했고, 이에 당시 미 해군참모총장 알레이 버크(Arleigh Albert Burke)는 즉시 주피터 프로젝트를 폐기하였고, 후에 UGM-27 폴라리스라고 불릴 고체연료 탄도미사일 개발에 모든 연구자원을 집중시켰다. 이후 래본 제독의 지휘 아래에서 미국 최초의 SLBM인 UGM-27 폴라리스의 개발에 성공했다. R-39 리프 , RSM-56 불라바를 제외한 모든 SLBM에 액체연료를 사용한 소련/러시아와 달리 폴라리스 미사일 이후 개발된 모든 미국의 SLBM은 고체연료를 사용한다.

### 미국과 소련의 SLBM 기술력 대결

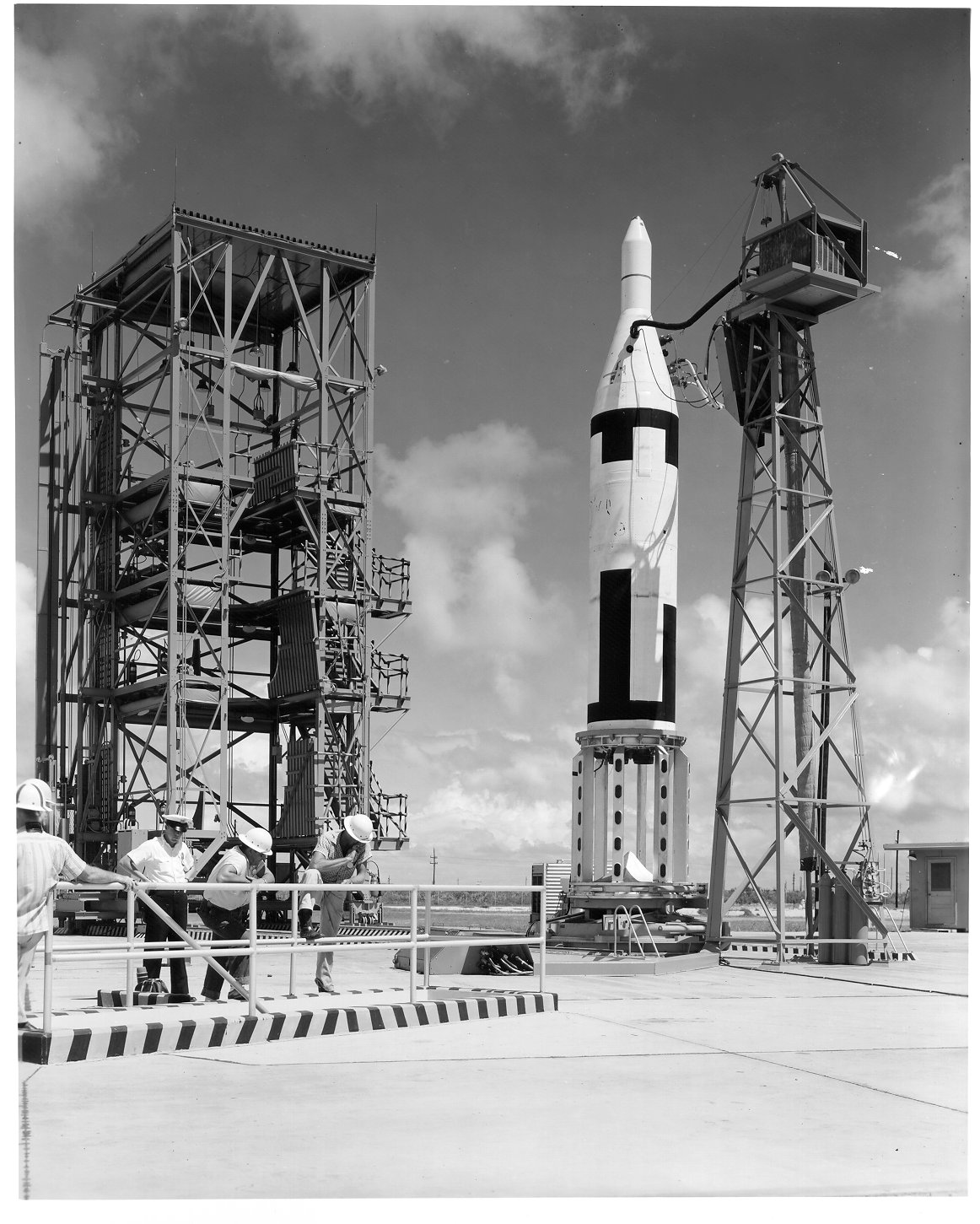
UGM-27 폴라리스 A-1

세계 최초의 원자력 추진 탄도미사일 잠수함(SSBN)은 1959년 12월에 개발된 USS 조지 워싱턴(SSBN-598)으로, 16기의 폴라리스 A-1를 탑재할 수 있었다. USS 조지 워싱턴은 1960년 11월부터 1961년 1월까지 SSBN 최초로 전쟁억제 순찰에 투입되었으며, 1960년 7월 20일 폴라리스 A-1의 수중발사에 성공함으로써 최초의 수중 SLBM 발사에 성공한 SSBN이 되었다. 뒤이어 1960년 9월 10일 소련 또한 줄루급 잠수함이 R-11FM의 수중 발사에 성공했다.
미국의 USS 조지 워싱턴 개발 1년 뒤, 소련 또한 호텔급 잠수함(프로젝트 658형 잠수함), K-19를 개발함으로써 원자력 추진 탄도미사일 잠수함을 보유하게 되었다. 하지만 K-19는 R-13(SS-N-4) 탄도미사일을 최대 3발 밖에 탑재하지 못했고, 당시 소련의 SLBM은 실제 작전 수행 시에 수중 발사를 할 수준의 기술력이 되지 않았기에 SLBM 발사를 위해서는 잠수함이 수면 위로 올라와야만했고, 이는 1963년 R-21(SS-N-5)가 호텔급 잠수함 및 골프급 잠수함에 장착되고 나서야 비로소 해결되었다. 또한 각종 안전사고로 인해 K-19: 위도우메이커 라는 실사 영화의 배경이 될만큼 수많은 참사가 일어나기도 한다. 하지만 1963년 R-21 미사일(SS-N-5)이 호텔급 잠수함과 골프급 잠수함(프로젝트 629형 잠수함)에 탑재되면서 소련의 SSBN 또한 실제 작전 중 수중 발사가 가능하게 되었다. 이후 소련은 양키급 잠수함(프로젝트 667A형 잠수함)을 개발함으로써, 비로소 SSBN에 16개의 미사일을 탑재 가능하게 되었다. 양키급 잠수함은 1967년부터 1974년까지 총 32척 건조되어 임무에 투입되었지만, 첫번째 양키급 잠수함이 취역될 때 미국은 이미 "41 for Freedom"이라고 불리는 41개의 SSBN을 운용함으로써 소련보다 한참 앞서나가있었다.
핵탄두 장착 SLBM 발사에 있어서는 소련이 미국을 앞섰다. 소련은 1961년 10월 20일, 북극해의 노바야제믈랴 제도에서 핵탄두를 장착한 R-13의 시험 발사에 성공함으로써 핵탄두 장착 SLBM 발사에 성공한 최초의 국가가 되었다. 그로부터 10일 뒤, 같은 곳에서 차르 봄바의 시험 발사가 이루어졌다. 1962년, 미국은 러시아의 핵실험에 대응하기 위해 도미니크 작전이라고 불리는 대대적인 핵실험을 태평양에서 실행했고, 1962년 5월 6일, 미국은 USS 에단 앨런(SSBN-608)에 탑재된 폴라리스 A-2에 핵탄두를 장착한 채로 발사에 성공했다.

### 초기 배치 및 발전 방향

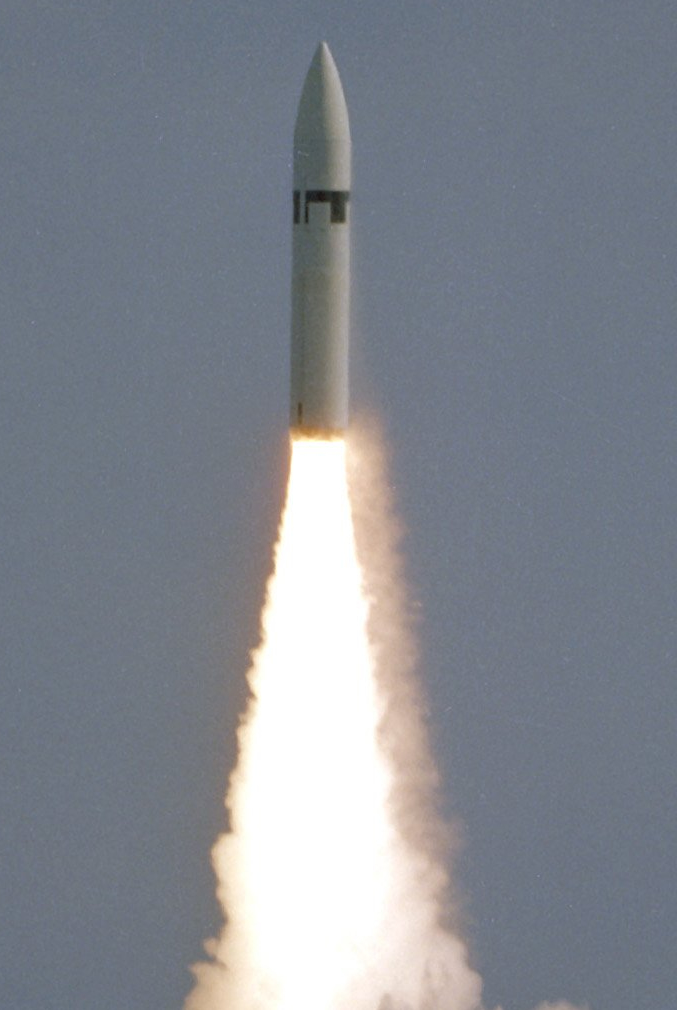
UGM-27 폴라리스 A-3의 발사장면

미국 SLBM의 사거리는 폴라리스 A-1의 1,900km(1,000해리)에서 1960년대 후반 개발된 폴라리스 A-3의 4,600 km(2,500해리)까지 큰 폭으로 향상되었으며, 폴라리스 A-3의 경우에는 3발의 탄두를 탑재함으로써 목표물 뿐만 아니라 목표물 주위까지 포격할 수 있게 개량되었다. 폴라리스 A-3의 뛰어난 성능으로 폴라리스 A-3는 모든 SSBN에 탑재 및 운용되었다. 초기에 소련은 양키급 잠수함에 사거리 2,400km의 R-27(SS-N-6)을 장착하여 운용하였다.
비록 최초의 SLBM보다는 사거리가 많이 향상되었을지라도 초기 SLBM은 현대의 SLBM에 비해 사거리가 짧았기에 여전히 기지 및 운용 위치 선정이 중요했다. 당시 미국은 운좋게도 기지 배치 측면에서 소련을 상대로 여러 이점을 지니고 있었다. NATO의 협력 및 미국의 괌 점령 등 여러 요인으로 인해 스코틀랜드의 홀리 로크, 스페인의 로타, 괌 등의 지역에 수리 기지를 설치할 수 있었고, 영구적으로  미국의 SSBN은 전진 배치될 수 있었다. 결과적으로 소련 근처 해역으로의 이동 시간이 대폭 짧아짐에 따라 소련 주변 해역의 순찰이 용이해졌다. 게다가 수리 기지에는 미사일과 물자를 운반하기 위한 미 해상 수송 사령부의 화물선이 제공되었다.
반면 대서양의 무르만스크 지역과 태평양의 페트로파블롭스크캄차츠키 지역에 위치한 소련군 기지들의 경우 SSBN이 대서양 중앙 해상 초계 지역까지의 장거리 이동을 해야만 미국을 사정권에 넣을 수 있었고, 이를 위해서는 NATO 관할의 대서양 해역을 반드시 지나야만 했다. 이로 인해 소련군이 점거한 순찰 지역은 극히 일부에 불과했고, 이는 소련이 장거리 SLBM 개발에 전력을 다하는 계기가 되었다. 그 결과 소련은 R-29 비소타 시리즈(SS-N-8, SS-N-18, SS-N-23)를 개발했고, 이 SLBM들은 각각 델타-I부터 델타-IV(프로젝트 667B, 667BD, 667BDR, 667BDR형 잠수함)에 탑재되었다. 이 중 SS-N-8의 사거리는 7,700km(4,200해리)이며, 1972년에 델타-I에 처음으로 탑재 되었다. 새로운 미사일에서 소련은 목표한대로 사거리를 대폭 향상시켰을 뿐만 아니라 MIRV기술을 도입함으로써 하나의 발사체를 통해 각각 다른 여러개의 목표물을 타격할 수 있게 되었다.

### 포세이돈과트라이던트I

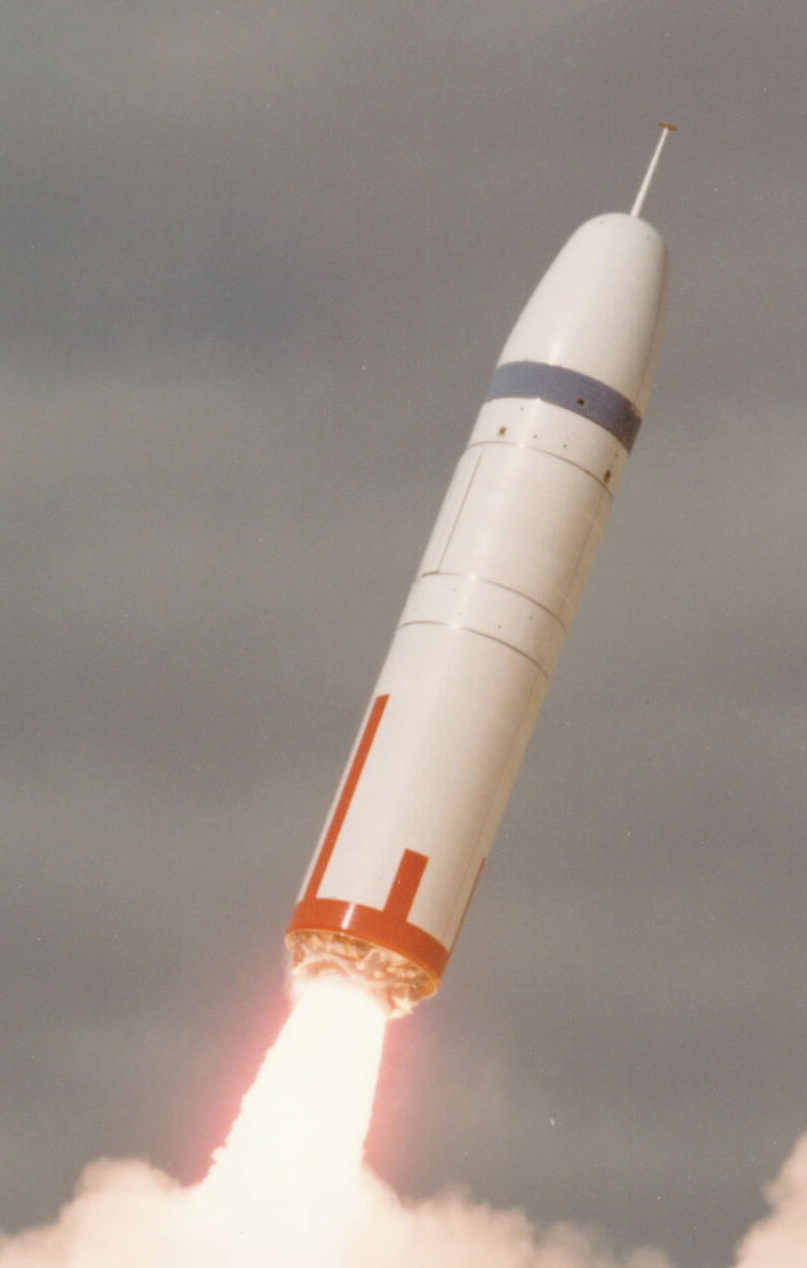
트라이던트 I의 최초 발사장면

1967년부터 1981년까지, 미국은 잠수함 전투력 강화를 위해 새로운 SSBN을 개발 및 건조하는 쪽보다는 더 뛰어난 성능의 SLBM을 개발하여 기존의 SSBN에 장착하는 쪽을 택했다. 이를 위해 미국은 처음 SSBN을 건조할 당시 41척 중 31척에는 폴라리스를 발사하기 위해 필요한 직경보다도 더 큰 직경의 포신을 안배해두었고, 덕분에 UGM-73 포세이돈 C-3는 1970년 시험발사에 성공하고 1년 뒤, 31척의 SSBN에 바로 실전배치 될 수 있었다. 포세이돈은 기존의 MIRV 기술력을 비약적으로 향상시켜 최대 14발의 탄두를 탑재할 수 있었지만, 핵탄두 10개 탑재 시 5,900km, 14개 탑재 시 4,600km의 사거리를 지녀 소련의 R-29에 비해 사거리 측면에서는 다소 아쉬운 모습을 보였다. 소련이 SSBN기지를 소련 본토에서 운용했듯 미국 역시 미국 본토에서 SSBN기지를 운용하기를 원했기에 미국은 포세이돈보다도 더욱 사거리가 향상된 미사일 개발에 착수했다. 그 결과물이 바로 1970년대 후반 운용되었던 UGM-96A(트라이던트I(C-4))이다. 트라이던트I은 사거리가 7,400km(약 4,000해리)로 소련의 R-29에 비견되는 사거리를 지녔으며, 탄두 수는 최대 14발에서 8발로 포세이돈보다 줄었지만 탄두의 위력을 향상시킴으로써 그 위력은 유지시킨 미사일로, 포세이돈을 장착한 SSBN 중 12척에 새로 탑재되어 운용되었다. 트라이던트I의 향상된 사거리 덕분에 미군은 스페인 로타의 SSBN기지 대신 미국 본토인 조지아의 킹스 베이에서 SSBN기지를 건설 및 운용할 수 있게 되었다.

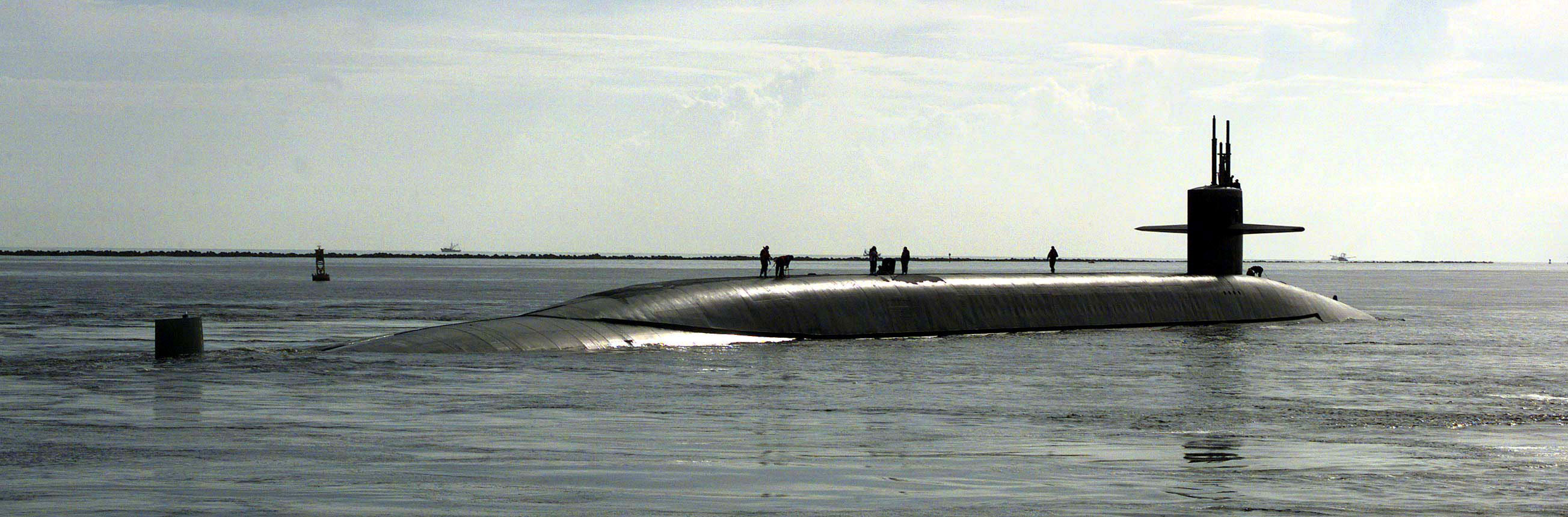
오하이오급 잠수함 USS 로드 아일랜드

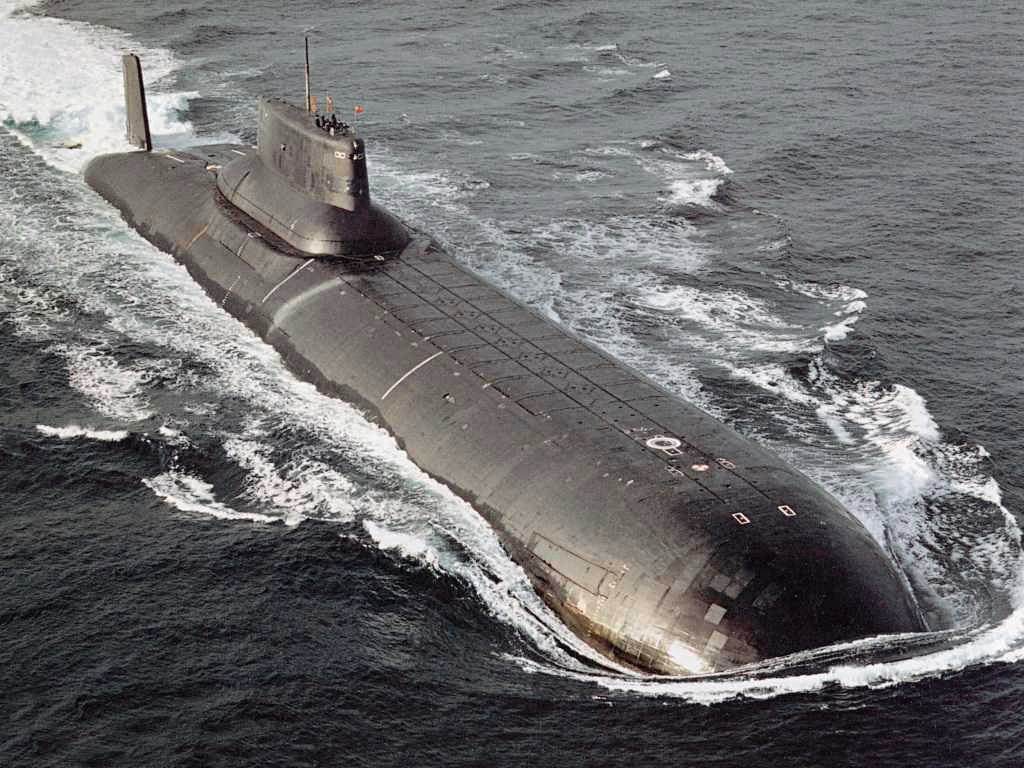
항해 중인 아쿨라급 잠수함

### 오하이오급 잠수함와프로젝트 941 아쿨라형 잠수함
1981년부터는 미국과 소련 모두 신형 미사일을 탑재할 대형 SSBN의 개발에 착수했다. 미국이 개발한 대형 SSBN은 트라이던트 잠수함이라고도 불리는 오하이오급 잠수함으로, 총 24발의 SLBM을 탑재할 수 있으며, 오하이오급 잠수함 역시 '41 for freedom'처럼 새로운 SLBM의 개발을 안배하여 트라이던트I을 발사하는데 필요한 포신보다 더 큰 직경의 포신을 장착했다. 트라이던트 I 다음으로 개발된 SLBM은 트라이던트 II이다. 트라이던트 II는 공표 사거리 8,000km(약 4,300해리)에 추정 최대 사거리 12,000km(약 6,500해리)의 사거리를 지녔고, 최대 14발의 탄두를 장착할 수 있지만 현재는 스타트I 조약으로 인해 주로 8발 전후로만 탑재하여 운용한다. 오하이오급 잠수함은 1997년까지 총 18척이 취역되었다.
소련이 개발한 대형 SSBN은 프로젝트 941 아쿨라형 잠수함(타이푼급 잠수함)이다. 프로젝트 971 슈카-B형 잠수함(아쿨라급 잠수함)과 헷갈릴 수 있는데, 프로젝트 941 아쿨라형 잠수함은 소련이 붙인 명칭이 아쿨라형 잠수함인 것이고, 프로젝트 971 슈카-B형 잠수함은 NATO가 붙인 이름이 아쿨라급 잠수함이다. 프로젝트 941 아쿨라형 잠수함은 수중 배수량이 48,000톤에 달하며, 이는 현재까지도 세계에서 가장 큰 잠수함으로 남아있다. 아쿨라형 잠수함에는 사거리 8,300km(약 4,500해리)에 탄두 10발이 탑재된 R-39 리프(SS-N-20) 20발이 장착되어 있으며, 1981년부터 1989년까지 총 6척이 취역되었다.

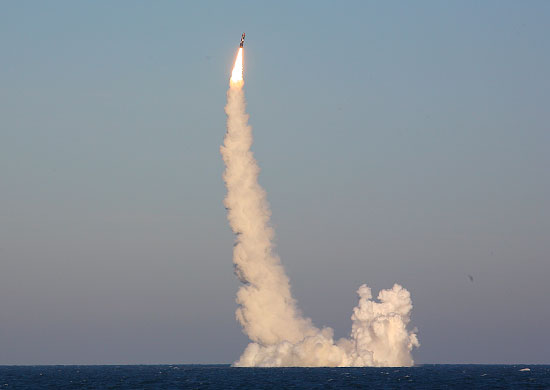
유리 돌구루키함에서 발사된 RSM-56 불라바

### 냉전이후
1969년부터 1979년까지 미국과 소련 사이에서 이뤄졌던 전략 무기 제한 협상(Strategic Arms Limitation Talks, SALT)의 내용에는 미국의 SLBM을 710기, 소련의 SLBM은 950기까지로만 제한하자는 내용이 포함되어 있었다. 이에 미국은 1980년 41척의 초기 SSBN 중 2척의 SLBM을 제거했고, 그로부터 다시 2년 뒤에는 8척의 SSBN을 SSN(공격원잠)으로 전환했다. 1991년 소련이 해체되며 냉전이 종식되고나서, 러시아는 10년 이상 SSBN을 건조하지 않았고, 미국 또한 새로운 SSBN 건조를 다른 군비 확충에 비해 후순위로 미뤄두었다. 또한 미국은 41 for freedom 중 나머지 31척을 SSBN이 아닌 다른 역할의 잠수함으로 전환시시거나 해체하였으며, 홀리 로크의 SSBN기지를 해체하는 등 SSBN 감축을 위해 많은 노력을 기울였고, 러시아 또한 넌-루가법의 조항에 따라 점진적으로 SSBN을 퇴역시키면서 2012년에는 델타-IV 6척, 델타III 3척, 프로젝트 941 아쿨라형 잠수함 1척만을 남겨두었다. 게다가 소련은 아쿨라형 잠수함은 실전 배치용이 아닌 신형 미사일의 시험 발사대 용도로만 남겨두었고, R-39 리프 이후 새로운 SLBM인 R-29RMU 시네바(SS-N-23A 스키프)를 개발할 때도 델타급 잠수함용으로 설계하였다.
하지만 2013년 러시아는 유리 돌구루키함을 시작으로 신형 SSBN인 프로젝트 955 보레이급 잠수함을 건조 및 취역하였고, 이후 2015년까지 두 대의 보레이급 잠수함을 추가로 취역하였다. 보레이급 잠수함은 델타급 잠수함의 대체 선박으로서 제작되었으며, 사거리 10,000km(약 5,400해리)에 6발의 MIRV 탄두를 장착한 RSM-56 불라바를 16발 탑재하고 있다. 미국은 현재 오하이오급 잠수함 이후 새로운 SSBN을 운용하고 있지는 않지만 현재 신형 SSBN으로 콜럼비아급 잠수함을 제작 중에 있으며, 2031년 취역 예정이다.

## 전략적 이점
SSBN은 정찰위성에 탐지되지 않은 채로 적국에 핵무기를 피해 없이 발사할 수 있다는 점에서 핵무기 보유국에게 큰 전략적 중요성을 지닌다. 이는 적국이 선제 공격을 가해 지상의 핵전력을 무력화 시키더라도 SSBN의 핵무기는 남아있기에 즉시 반격을 실시할 수 있다는 점에서 뛰어난 핵 억제력을 제공한다. 또한 초저소음 잠수함의 경우 적국의 탐지를 피해 적국의 해안 가까이에 접근할 수 있으므로 SLBM을 depressed 궤도를 통해 발사할 수 있게된다. depressed 궤도란 말 그대로 낮게 깔린 궤도를 통해 미사일을 발사하는 것으로, 최적의 궤도가 아니기에 사거리는 확연히 짧아지지만 적국의 레이더에 감지될 확률이 줄어들고, 목표물을 타격하기까지의 시간이 대폭 줄어든다는 이점이 있다. 이는 적군의 대응이 어려워진다는 점에서 참수작전 수행 시에 용이하게 작용한다. 참수작전이란 선제공격 시에 적국의 수뇌부를 제거함으로써 지휘통제체계를 마비시키는 작전을 의미한다. 원래 참수작전은 핵전쟁 전략의 하나로서, 적의 핵전쟁 지휘부를 핵무기로 선제타격하는 제 1격을 말하지만, 국가 및 단체의 수뇌부 암살작전도 참수작전이라고 부른다.

## SLBM 목록
| 명칭                          | NATO 코드명        | 최소 사거리 (km) | 최대 사거리 (km) | 보유국       | 상태          |
| ----------------------------- | ------------------ | ---------------- | ---------------- | ------------ | ------------- |
| UGM-27 폴라리스 (A-1,A-2,A-3) |                    |                  | 4,600            | 미국         | 퇴역          |
| UGM-73 포세이돈 (C-3)         |                    |                  | 4,600            | 미국         | 퇴역          |
| UGM-96 트라이던트 I (C-4)     |                    |                  | 7,400            | 미국         | 퇴역          |
| UGM-133 트라이던트 II (D5LE)  |                    |                  | 12,000           | 미국         | 운용          |
| R-13                          | SS-N-4             |                  | 600              | 소련/ 러시아 | 퇴역          |
| R-21                          | SS-N-5             |                  | 1,650            | 소련/ 러시아 | 퇴역          |
| R-27 지브                     | SS-N-6             | 2,400            | 3,000            | 소련/ 러시아 | 퇴역          |
| R-29 비소타/RSM-40            | SS-N-8 "Sawfly"    | 7,700            | 9,000            | 소련/ 러시아 | 퇴역          |
| R-27K                         | SS-NX-13           |                  | 3,600            | 소련/ 러시아 | 작동하지 않음 |
| R-31/RSM-45                   | SS-N-17 "Snipe"    |                  | 4,500            | 소련/ 러시아 | 퇴역          |
| R-29R 비소타/RSM-50           | SS-N-18 "Stingray" |                  | 6,500            | 소련/ 러시아 | 퇴역          |
| R-39 리프/RSM-52              | SS-N-20 "Sturgeon" |                  | 8,300            | 소련/ 러시아 | 퇴역          |
| R-29RM 쉬틸/RSM-54            | SS-N-23 "Skiff"    |                  | 8,300            | 소련/ 러시아 | 퇴역          |
| R-29RMU 시네바/RSM-54         | SS-N-23 "Skiff"    |                  | 8,300            | 소련/ 러시아 | 운용          |
| R-29RMU2 라이네르/RSM-54      |                    | 8,300            | 12,000           | 소련/ 러시아 | 운용          |
| RSM-56 불라바/R-30            | SS-NX-32           | 8,300            | 10,000           | 소련/ 러시아 | 운용          |
| UGM-27 폴라리스 (A-3)         |                    |                  | 4,600            | 영국         | 퇴역          |
| UGM-133 트라이던트 II (D5)    |                    |                  | 12,000           | 영국         | 운용          |
| M1                            |                    |                  | 3,000            | 프랑스       | 퇴역          |
| M2                            |                    |                  | 3,200            | 프랑스       | 퇴역          |
| M20                           |                    |                  | 3,000            | 프랑스       | 퇴역          |
| M4                            |                    |                  | 5,000            | 프랑스       | 퇴역          |
| M45                           |                    |                  | 6,000            | 프랑스       | 운용          |
| M51                           |                    | 8,000            | 10,000           | 프랑스       | 운용          |
| JL-1                          |                    |                  | 2,500            | 중국         | 퇴역          |
| JL-2                          |                    | 7,400            | 8,000            | 중국         | 운용          |
| JL-3                          |                    |                  | 11,900           | 중국         | 시험완료      |
| K-15/B-05 사가리카            |                    | 750              | 1,900            | 인도         | 운용          |
| K-4                           |                    |                  | 3,500            | 인도         | 운용          |
| K-5                           |                    |                  | 5,000            | 인도         | 개발중        |
| K-6                           |                    | 6000             | 8000             | 인도         | 개발중        |
| 북극성 1호/KN-11              |                    | 500              | 2,500            | 북한         | 운용          |
| 북극성-3형/KN-26              |                    |                  | ≥2000            | 북한         | 시험완료      |
| 북극성-4형                    |                    |                  |                  | 북한         | 개발중        |
| 북극성 5호                    |                    |                  | ≥3000            | 북한         | 개발중        |
| 현무 4-4                      |                    |                  | 500              | 대한민국     | 시험완료      |

다른 나라들은 한 가지 모델을 개량하는 반면에, 러시아는 R-29RMU 시네바 이외에도 다른 종류의 SLBM을 병행해서 배치하고 있다. 최근 대한민국 해군도 북한의 SLBM에 대응하는 차원에서 현무미사일 기준으로 안창호급에 SLBM 탑재를 확정했다.

## 같이 보기
- ICBM
- VLS
- 핵전쟁
- 탄도미사일 잠수함
- SLCM
- IRBM
- 참수작전